# Gianduiotto
Le gianduiotto (au pluriel : gianduiotti) est un bonbon de chocolat en forme de prisme à base rectangulaire, produit avec du gianduja; une pâte de noisette et de cacao. Il est originaire de Turin. Il est généralement emballé dans du papier doré ou argenté.
Il est obtenu en mélangeant du cacao amer et du sucre avec la fameuse noisette Tonda Gentile del Piemonte, réputée pour sa qualité. Il figure parmi les produits agroalimentaires traditionnels du Piémont (cod. 292) et, sous le nom de Giandujotto di Torino, il est candidat à la reconnaissance d'Indication géographique protégée.